# 도래울고등학교
도래울고등학교(도래울高等學校)는 대한민국 경기도 고양시 덕양구 도내동에 있는 공립 고등학교이다.

## 학교 연혁
- 2014년 12월 31일 : 도래울고등학교 설립 인가(학년당 10학급, 30학급)
- 2015년 3월 1일 : 개교(초대 김태일 교장 취임)
- 2015년 3월 2일 : 제1회 입학식(8학급 226명)
- 2018년 2월 7일 : 제1회 졸업식(8학급 207명)
- 2022년 3월 1일 : 제2대 한혜현 교장 취임
- 2024년 1월 8일 : 제7회 졸업식(9학급 205명)
- 2024년 3월 4일 : 제10회 입학식(9학급 220명)

## 참고 자료
- 도래울고등학교 - 한국교육학술정보원 학교알리미